# Disturbio de la Sal

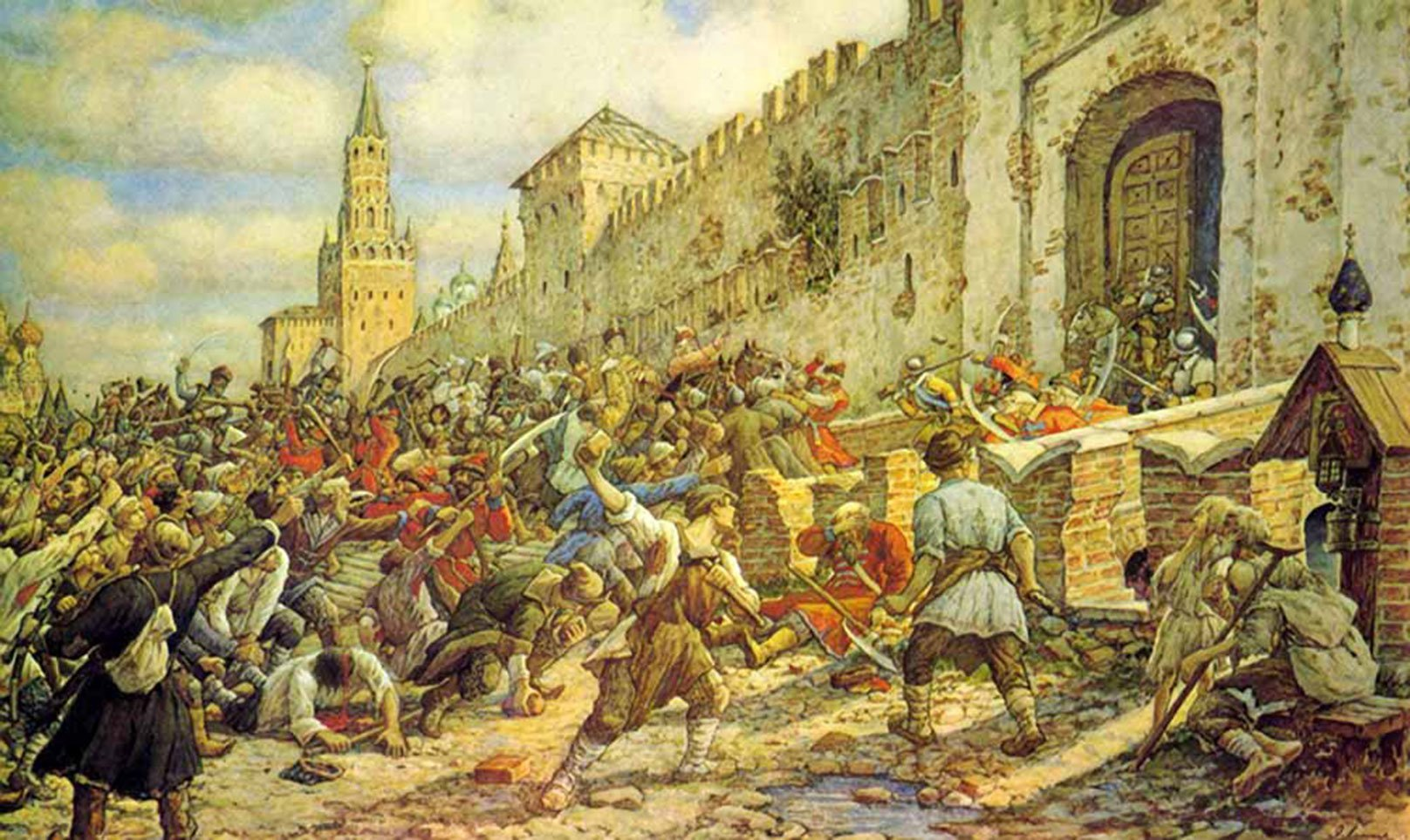
Disturbio de la Sal, de E. Lissner

El Disturbio de la Sal, también conocido como el Levantamiento Moscovita de 1648 (en ruso: Соляной бунт, Московское восстание 1648), fue un disturbio ocurrido en Moscú en 1648, desencadenado por la decisión del gobierno de sustituir algunos impuestos con un impuesto directo y universal a la sal, con el propósito de reponer la hacienda pública. El disturbio fue un temprano desafío al reinado de Alejo I, resultando eventualmente en el exilio del consejero de Alejo, Boris Morozov.

## Antes del disturbio
Los impuestos recayeron principalmente en los artesanos y siervos que no tenían medios para hacer frente al pago del aumento del precio. Además, muchos pobladores y boyardos desarrollaron formas de evadir impuestos, lo que suponía una carga aún mayor para los que carecían de posibilidades de burlar al sistema. Esto creó resentimiento entre la gente del pueblo, aumentando su deseo de reforma fiscal. La adición del impuesto a la sal afectó con fuerza a la gente porque el pescado en salazón era una parte importante de la dieta rusa en aquella época.

## El comienzo del Disturbio de la Sal
La indignación de los campesinos y de los ciudadanos forzó al gobierno a abolir este nuevo modo de impuestos, pero los atrasos anteriores, sin embargo, fueron cobrados por los últimos años todos de una vez. El 1 de junio de 1648, en el regreso a Moscú de Alejo I de su viaje al Monasterio de la Trinidad y San Sergio, una multitud de ciudadanos rodeó al zar y se quejó de los boyardos y de los oficiales del prikaz. Los guardaespaldas comenzaron a dispersar a la multitud, apartándola del zar. Esto causó un mayor brote de ira entre los ciudadanos. El 2 de junio, la mayoría de los streltsí se unieron a los ciudadanos rebeldes. Los insurgentes irrumpieron en el Kremlin de Moscú y solicitaron la renuncia de Leonti Pleshchéyev (jefe del Zemski Prikaz, Земский приказ) y de la policía de Moscú, del diak de la Duma Nazari Chistói (iniciador del impuesto a la sal), el boyardo Borís Morózov (el jefe de gobierno) y su cuñado Piotr Trajaniótov (jefe del Pushkarski Prikaz, Пушкарский приказ). El zar fue obligado a entregar a Leonti Pleshchéyev al pueblo el 3 de junio, que sería pronto ejecutado. Los rebeldes prendieron fuego a las fortificaciones de Bely Górod y Kitái-górod y saquearon 70 casas de los más odiados boyardos, dyaks, okólnichis y comerciantes, matando a Nazari Chistói. Piotr Trajaniótov trató de escapar, pero fue pronto capturado y el 5 de junio ejecutado.

## La segunda fase del disturbio
El 6 de junio, tras haber recibido un aumento de sueldo que se les había prometido, los streltsí dejaron de participar de forma activa en la revuelta. El 11 de junio, Alejo convenció a la gente para permitir que Morozov fuese exiliado en el Monasterio Kirilo-Belozerski, en Siberia. Mientras se apagaban los rescoldos, y con la mitad de Moscú en ruinas, la revuelta desapareció gradualmente. Sin embargo, la nobleza provincial, importantes comerciantes y figuras prominentes de la ciudad no tardaron en tomar la iniciativa y presentaron una petición para convocar el Zemski Sobor (asamblea de la tierra) para tratar la distribución de salarios, el límite de tiempo para recuperar siervos huidos y otros aspectos legales. Sin embargo, las voces de los siervos no estaban representadas en la asamblea, lo que llevó a la institucionalización de la servidumbre en lugar de asegurarles mejoras. Tras la destitución de Morozov, Alejo nombró a un nuevo grupo de boyardos dirigido por el príncipe Yákov Cherkasski y el boyardo Nikita Románov. Empezaron a repartir dinero, tierras y siervos a los nobles e hicieron unas pocas concesiones a los rebeldes que quedaban, incluyendo una prórroga en la recaudación de los pagos pendientes el 12 de junio. Las medidas del gobierno aumentaron la división entre los rebeldes, lo que llevó al arresto y ejecución de muchos de los líderes del levantamiento del 3 de julio. El 22 de octubre Borís Morozov regresó en secreto a Moscú por orden de Alejo y retomó su cargo al frente del gobierno de Rusia, relevando a Nikita Románov. Así, los resultados de la revuelta quedaron anulados, y el statu quo anterior salió fortalecido a través del código legal.

## El final del disturbio
El levantamiento de Moscú produjo revueltas esporádicas en otros puntos de Rusia. La mayoría de estas revueltas tuvieron lugar en ciudades fortificadas del suroeste del país, pobladas por siervos huidos y personas de clase humilde. Se habían apuntado al servicio de las armas para mejorar su condición social, y temían reformas gubernamentales que los pudiesen perjudicar. Los cambios en la organización y obligaciones militares podrían llevarlos a su situación anterior y devolverlos a la condición de trabajadores no remunerados.
La consecuencia más relevante de la revuelta fue la Asamblea de la Tierra. A través de ella, se instituyó un código de leyes que se usaría en los siglos siguientes. Los representantes de casi todos los estratos de la sociedad compilaron muchas de las reformas que la administración de Alejo había estado implementando desde el inicio de su reinado. Es significativo que el Sobornoye Ulozheniye hizo la huida virtualmente imposible para los siervos. Con el objeto de difundir por todo el país las leyes aprobadas, Alejo fundó la primera gran imprenta de Muscovia, una tecnología hasta entonces desconocida en Rusia.